# Conferentie van Apalachin
De Conferentie van Apalachin werd georganiseerd in Apalachin op 14 november 1957. De deelnemers aan deze conferentie waren tientallen leden van verschillende misdaadfamilies uit de Verenigde Staten, Italië en Cuba.

## Nasleep
Twintig bezoekers van de conferentie werden in januari 1959 veroordeeld voor "Samenzwering tot het belemmeren van de gerechtigheid, door te liegen over de aard van de onderwereld ontmoeting". Allen kregen boetes tot $10.000 dollar en gevangenisstraffen variërend van 3 tot 5 jaar. Een jaar later werden alle veroordelingen, in hoger beroep, vernietigd. De aangehouden maffiosi op de conferentie waren:
| Familie Bufalino, Pennsylvania - Joseph Barbara (baas) - Rosario Bufalino (onderbaas) - Dominick Alaimo (capo) - Angelo J. Sciandra (capo) - Ignatius Cannone (capo) - James "Dave" Ostico (capo) - Pasquale "Patsy" Turrigiano (capo) - Emanuel "Manny" Zicari (capo) - Anthony "The Gov" Guarnieri (soldaat) - Salvatore "Vicious" Trivalino (soldaat) - Pasquale "Patsy" Monachino (soldaat) - Pasquale "Patsy" Sciortino (soldaat) - Morris "Moe" Modugno (soldaat) - Guy Pasquale (metgezel) - Bartolo "Bart" Guccia (metgezel) Familie Bonanno, New York - Giovanni "John" Bonventre (capo) - Anthony "Tony" Riela (capo) - Natale Evola (capo) Familie Lucchese, New York - Vincent "Nunzio" Rao (raadgever) - Giovanni "Big John" Ormento (capo) - Joseph "Joe Palisades" Rosato (capo) Familie Trafficante, Tampa - Santo Trafficante Jr. (baas) Familie Colletti, Colorado - James "Black Jim" Colletti (baas) Familie Los Angeles - Frank DeSimone (baas) - Simone Scozzari (onderbaas) | Familie Genovese, New York - Vito Genovese (baas) - Gerardo "Jerry" Catena (onderbaas) - Michele "Big Mike" Miranda (raadgever) - Salvatore "Charles" Chiri (capo) Familie Gambino, New York - Carlo Gambino (baas) - Joseph "Staten Island Joe" Riccobono (raadgever) - Paul Castellano (capo) - Carmine Lombardozzi (capo) - Armand Simonetti (capo) Familie Profaci, New York - Joe Profaci (baas) - Joseph "Fat Joe/Joe Malyak" Magliocco (onderbaas) - Salvatore "Sam" Tornabe (raadgever) Familie Magaddino, Buffalo - John C. Montana (onderbaas) - Antonino "Nino" Magaddino (capo) - Rosario "Roy" Carlisi (capo) - James "Jimmy" LaDuca (capo) - Samuel "Sam" Lagattuta (capo) - Dominick D'Agostino (capo) - Joseph Falcone (capo) - Salvatore Falcone (soldaat) - Rosario "Roy" Mancuso (soldaat) Familie Dallas - Joseph "Joe" Civello (baas) - John Francis Colletti (onderbaas) Familie Springfield - Salvatore "Big Nose Sam" Cufari (baas) | Familie DeCavalcanteie - Francesco "Fat Frank" Majuri (onderbaas) - Louis "Fat Lou" LaRasso (raadgever) Familie Rochester - Constenze Valenti (baas) - Frank Valenti (onderbaas) Familie Pittsburgh - Michael "Mike" Genovese (baas) - Gabriel "Kelly" Mannarino (capo) Familie Philadelphia - Joseph "Joe" Ida (baas) - Dominick Olivetto (onderbaas) Familie Cleveland - John Scalish (baas) - John DeMarco (raadgever) Familie Patriarca - Frank "The Cheeseman" Cucchiara (raadgever) Chicago Outfit - Frank Zito (capo) Familie Kansas City - Nick Civella (baas) - Joseph Filardo (onderbaas) |